# Rögrund
Rögrund är en ö i Värmdö kommun två sjömil norr om Mörtö-Bunsön. Det är den östligaste ön i ögruppen som skiljer Nämdöfjärden och Jungfrufjärden.

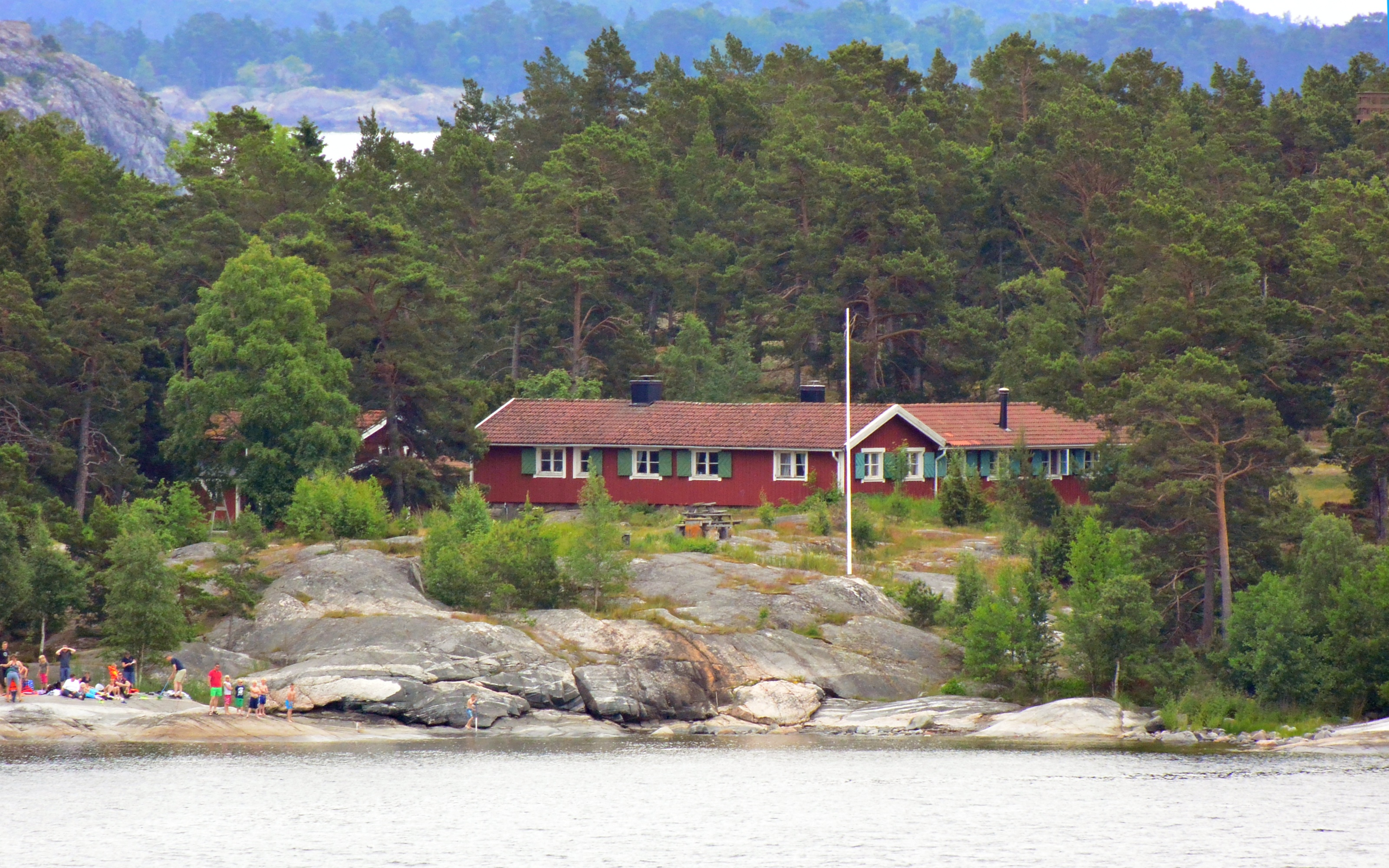
Vandrarhemet på Rögrund.

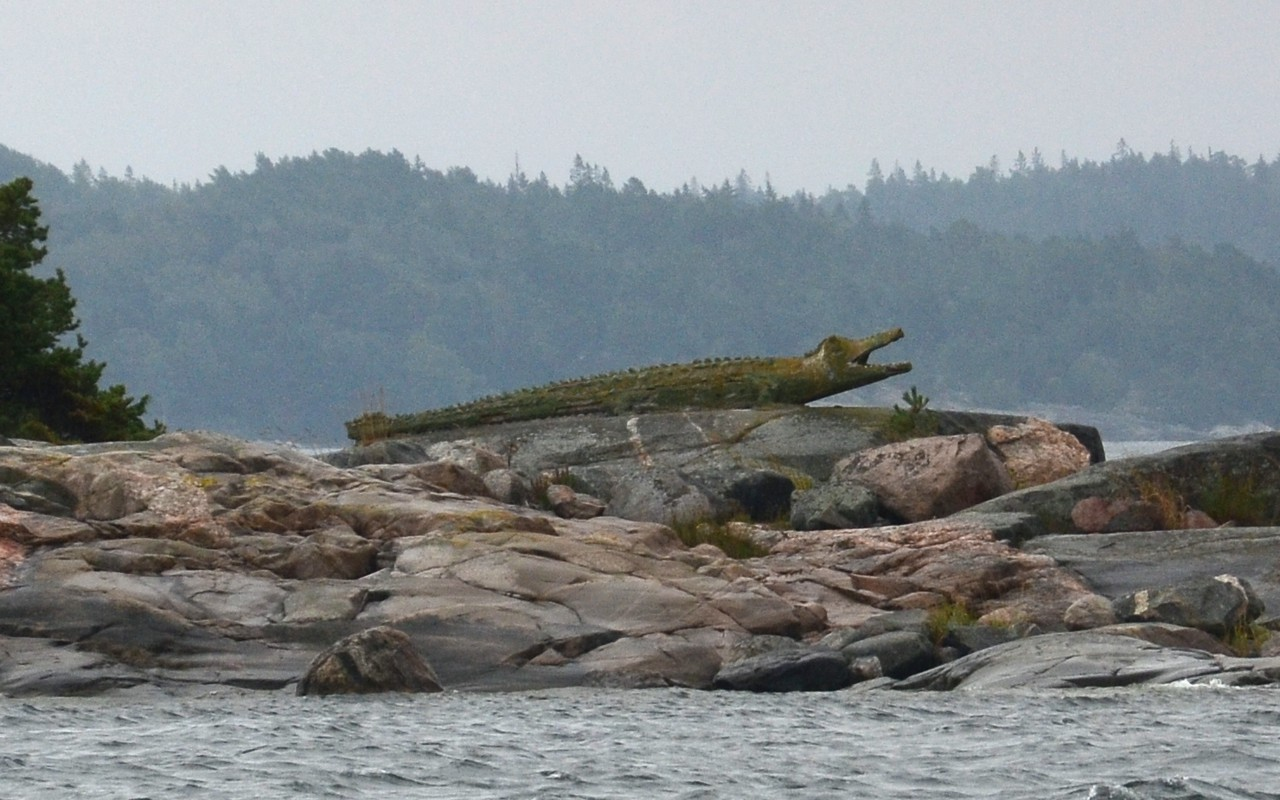
Ett välkänt landmärke är den betongkrokodil som vaktar södra udden.

## Historia
I början av 1900-talet köptes ön som sommarresidens av Christian och Amanda Christensen (känd för slipsmärket Röda Sigillet). År 1931 lät familjen Christensen gjuta krokodilen i betong som fortfarande står på den södra udden. Under 1940-talet byggdes huset ut och blev en semesteranläggning för Christensens anställda. Stockholms stad köpte ön 1963 och använde den som behandlingshem. 1998 köptes ön av Skärgårdsstiftelsen och ingår nu i Nämdö naturreservat.

## Faciliteter
På Rögrund finns restaurang och vandrarhem med 41 bäddar. Ön trafikeras sommartid av Waxholmsbolaget.